# لورانو (برگامو)
لورانو (به ایتالیایی: Lurano) یک کومونه در ایتالیا است که در استان برگامو واقع شده‌است.

## خصوصیات
لورانو ۴٫۰ کیلومترمربع مساحت و ۲٬۲۰۱ نفر جمعیت دارد و ۱۴۷ متر بالاتر از سطح دریا واقع شده‌است.